# Cibana
Cibana é um dos mais tradicionais fabricantes de moto da América Latina. 
Produzindo com tecnologia italiana foi adquirido em março de 2008 pelo grupo Zanella da Argentina por cerca de US$ 2mi. Produz no Uruguai, com a paixão oriunda dos italianos, motos diferenciadas desse mercado monolítico. As motos clássicas dos anos 70 são a Cibana 125 e 175 com tecnologia Minarelli objetivo é conquistar 10% do mercado até 2010.